# قرار مجلس الأمن التابع للأمم المتحدة رقم 932
قرار مجلس الأمن التابع للأمم المتحدة رقم 932، المتخذ بالإجماع في 30 يونيو 1994، بعد إعادة التأكيد على القرار 696 (1991) وجميع القرارات اللاحقة بشأن أنغولا، ناقش المجلس الوضع خلال الحرب الأهلية ومدد ولاية بعثة الأمم المتحدة الثانية للتحقق في أنغولا حتى 30 سبتمبر 1994.
وحث المجلس يونيتا على قبول نتائج الانتخابات التشريعية والرئاسية واحترام اتفاقات السلام. ويتعين على كلا الطرفين، ولا سيما يونيتا، أن يتحلى بالمرونة وأن يعمل بحسن نية تجاه المفاوضات في لوساكا، زامبيا. وفي الآونة الأخيرة، تكثفت العمليات العسكرية في أنغولا مرة أخرى، مما كان له عواقب على السكان، وأعاق المحادثات في لوساكا وأثّر على قدرة بعثة الأمم المتحدة الثانية للتحقق في أنغولا على تنفيذ ولايتها.
وبعد تمديد ولاية بعثة الأمم المتحدة الثانية للتحقق في أنغولا حتى 30 أيلول / سبتمبر 1994، حث مجلس الأمن الطرفين على الوفاء بالتزاماتهما، والعمل من أجل وقف إطلاق النار وإيجاد حل سلمي. وقد قبلت حكومة أنغولا مقترحات المصالحة الوطنية التي قدمتها مارغريت أنستي، وحثت يونيتا على أن تحذو حذوها. وفي حالة عدم قبول المقترحات بحلول 31 يوليو 1994، سيتم فرض تدابير إضافية ضد يونيتا، كما هو مبين في القرار 864 (1993). علاوة على ذلك، سيعاد النظر في دور الأمم المتحدة في أنغولا في نهاية ولاية بعثة الأمم المتحدة الثانية الممددة حديثاً إذا لم يتم التوصل إلى اتفاق سلام. تم تذكير جميع البلدان بالتزامها بتنفيذ الجزاءات المفروضة على يونيتا. طُلب من اثنين من جيران أنغولا اللذان أخفقا حتى الآن في التعاون تقديم معلومات بشأن الانتهاكات المزعومة للعقوبات.
وأدان المجلس تكثيف العمليات العسكرية الهجومية في جميع أنحاء البلاد، خلافًا للقرار 922 (1994)، وفي هذا الصدد، تم حث كلا الطرفين على وقف الأعمال العدائية. وشجب واستنكر الحالة الإنسانية المتدهورة والإجراءات المتخذة ضد العاملين في مجال المساعدة الإنسانية. وحث كلا الطرفين على ضمان المرور الآمن للعاملين في المجال الإنساني. وأخيراً، طلب من الأمين العام بطرس بطرس غالي أن يقدم تقريراً إلى المجلس بحلول 31 تموز / يوليو 1994، عن تطورات الحالة.

## روابط خارجية
- نص القرار في undocs.org